# Elezioni generali in Ecuador del 2023
Le elezioni generali in Ecuador del 2023 si sono tenute il 20 agosto (I turno) per l'elezione del Presidente del paese, nonché per il rinnovo dell'Assemblea nazionale.
Poiché nessuno dei candidati ha ottenuto la quota richiesta di voti per essere eletto al primo turno, un ulteriore turno di votazione si è tenuto il 15 ottobre, da cui Daniel Noboa, giunto secondo, è inaspettatamente diventato primo, risultando quindi eletto con il 51,83% delle preferenze a discapito dell’avversaria Luisa González, sebbene, il partito di quest’ultima, Rivoluzione Cittadina (RC), abbia comunque ottenuto la maggioranza relativa all’Assemblea nazionale, a differenza del partito di Noboa, Azione Democratica Nazionale (ADN).
Il Presidente uscente Guillermo Lasso, pur potendo, non si è presentato per la rielezione.

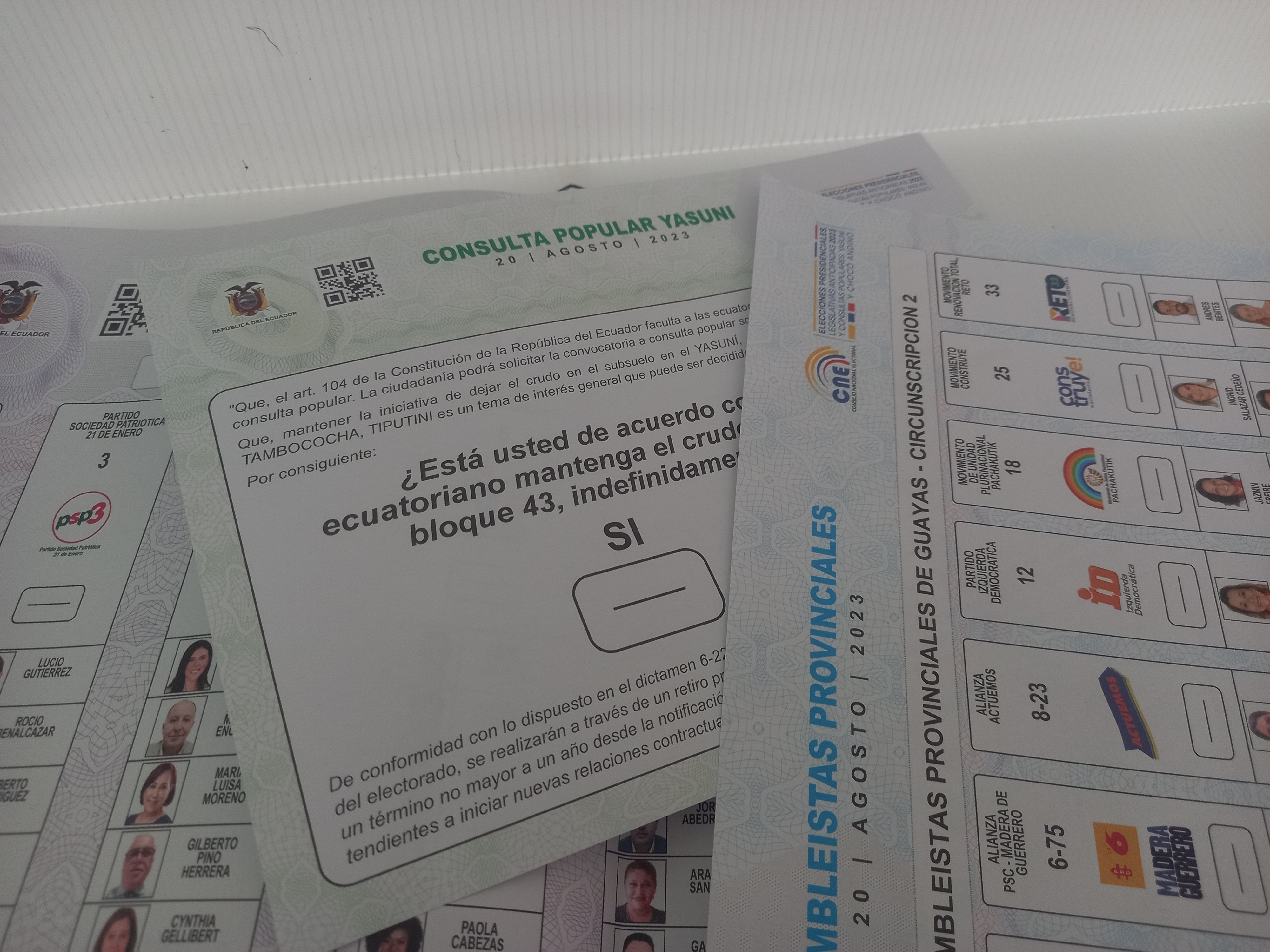
Le schede utilizzate durante le operazioni di voto

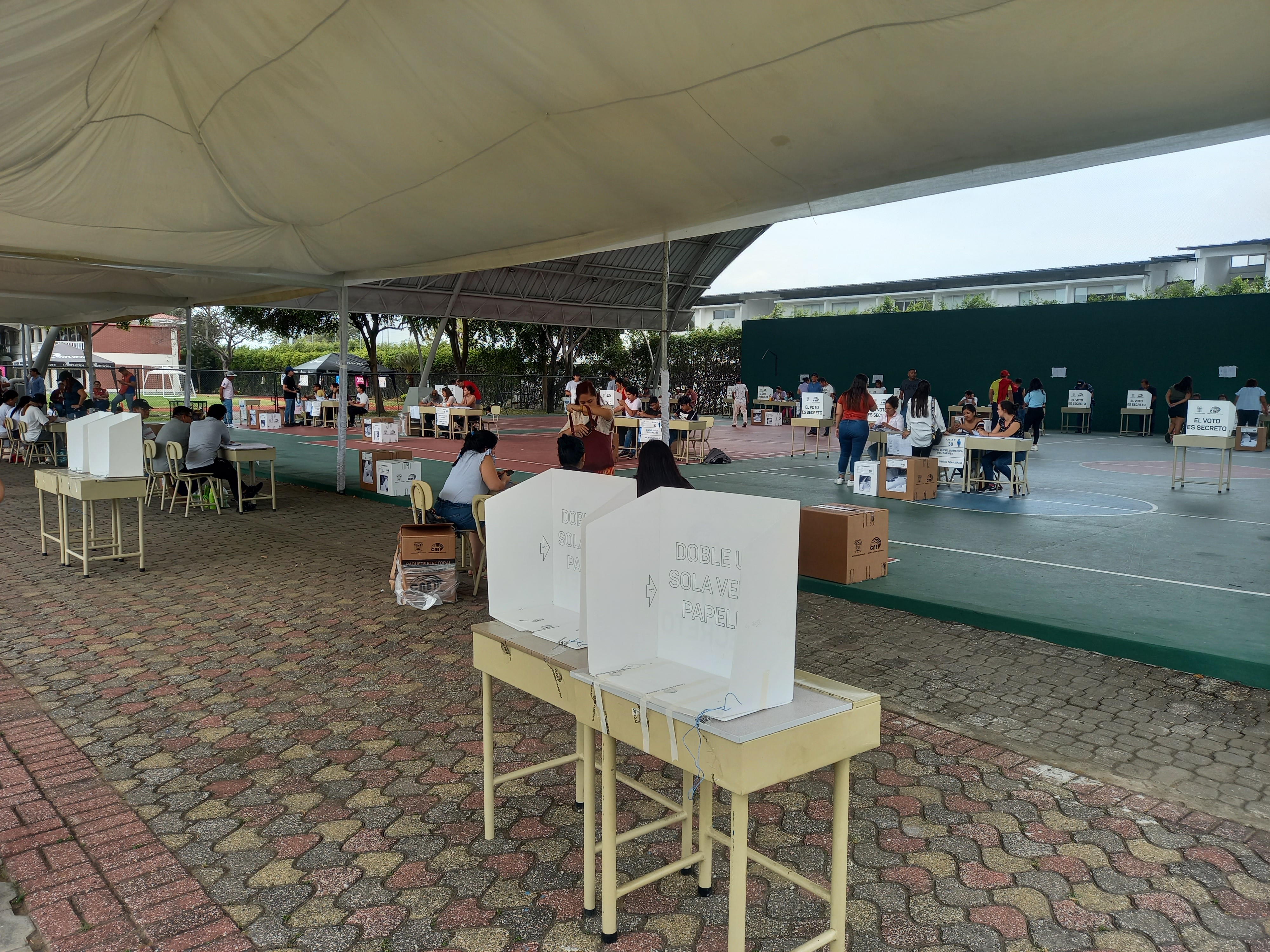
Un seggio presso Daule

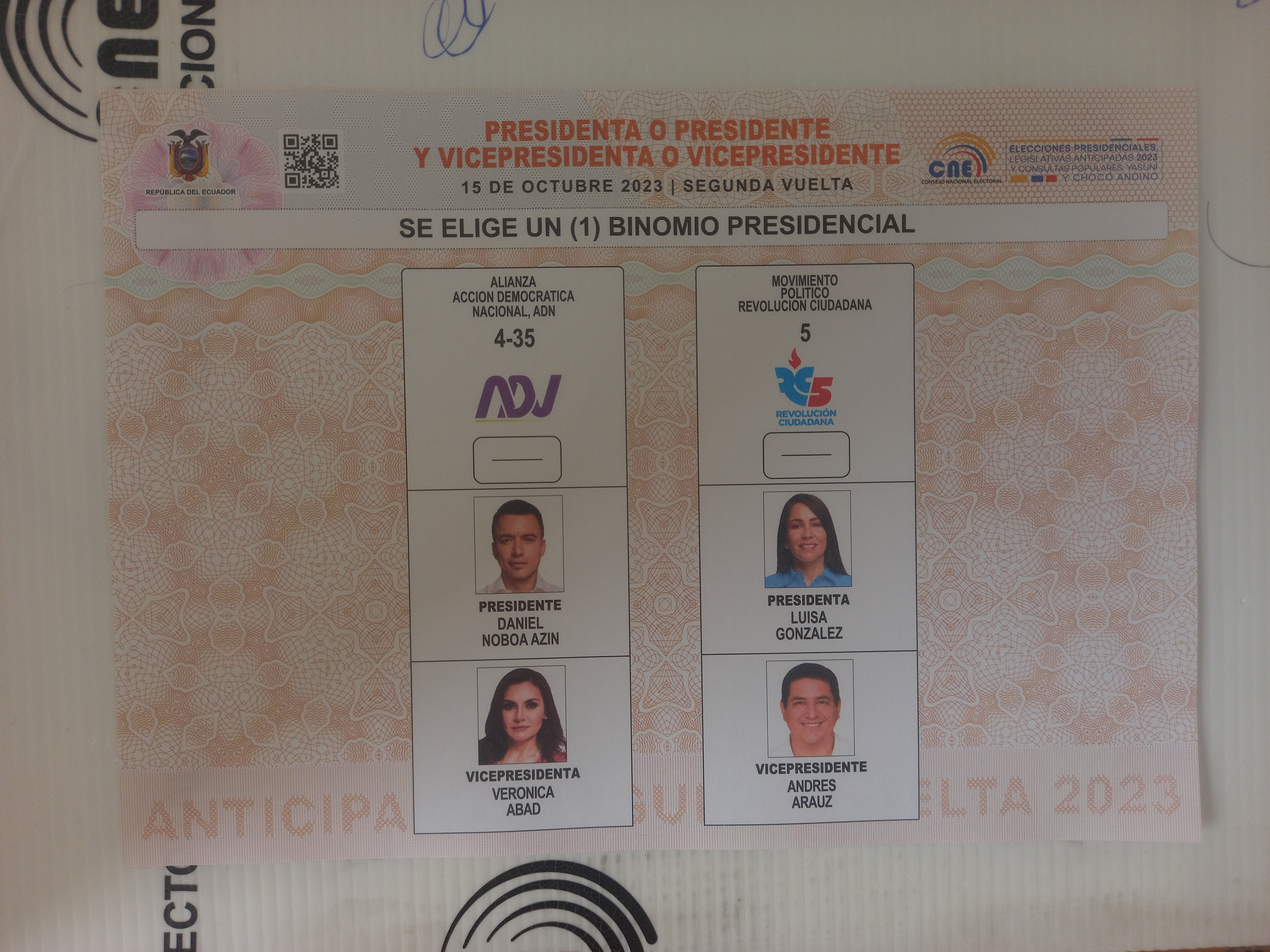
Schede usate durante le operazioni di voto del ballottaggio

## Peculiarità dell'elezione
Questa tornata elettorale è stata molto ricca di peculiarità da un punto di vista giuridico.

### Elezione suppletiva
In primo luogo, difatti, si è trattato di una cosiddetta “elezione suppletiva totale” (ovvero di un’elezione atta a completare i mandati non conclusi di Presidente e di Parlamento), la prima dal 1940, determinata dall’applicazione del meccanismo costituzionale della “muerte cruzada” (previsto dagli Artt. 130 e 148 della Legge Fondamentale a partire dal 2008), da parte del Presidente uscente Guillermo Lasso.
A causa di ciò, il mandato degli eletti non sarà pieno, bensì durerà fino alle successive elezioni ordinarie, previste per il 2025, e il procedimento di entrata in carica degli eletti è risultato abbreviato, con l’inaugurazione del nuovo capo dello stato e dei parlamentari avvenuta il 23 novembre dello stesso anno (a differenza delle elezioni regolari, in cui la data di inaugurazione è prevista per il 24 maggio dell’anno successivo).

### Stato di emergenza
Sono state, infine, le prime elezioni nella storia del paese ad essersi tenute sotto uno stato di emergenza, decretato dal presidente uscente Lasso dopo l'assassinio del candidato presidenziale Fernando Villavicencio, cosa che ha, inoltre, influenzato pesantemente la campagna elettorale dei vari candidati e partiti in corsa.

## Sistema elettorale

### Presidenziali
Per le elezioni presidenziali, la legge elettorale prevede un sistema maggioritario a doppio turno modificato: per essere eletti, infatti, non è necessaria la maggioranza assoluta, bensì il 40%, se tuttavia si ha un vantaggio di almeno 10 punti percentuali sul secondo candidato. Se ciò non avviene, si attua un secondo turno di votazione.

### Parlamentari
Per le elezioni parlamentari, invece, la legge elettorale prevede tre modalità di elezione:
- 116 membri sono eletti tramite un sistema proporzionale a lista chiusa di partito, applicato in 24 collegi plurinominali in proporzione alla loro popolazione;
- 15 membri sono eletti tramite lo stesso sistema, sebbene in un’unica circoscrizione nazionale;
- 6 sono eletti dai cittadini residenti all’estero in tre collegi elettorali (“Canada/Stati Uniti”, “America Latina” e “Asia/Europa/Oceania”), a cui sono assegnati due seggi ciascuno.

Di seguito un prospetto riassuntivo dei seggi spettanti ad ogni circoscrizione:
| Circoscrizione                               | Seggi spett. |
| -------------------------------------------- | ------------ |
| Lista Nazionale                              | 15           |
| Azuay                                        | 5            |
| Bolívar                                      | 3            |
| Cañar                                        | 3            |
| Carchi                                       | 3            |
| Chimborazo                                   | 4            |
| Cotopaxi                                     | 4            |
| El Oro                                       | 5            |
| Esmeraldas                                   | 4            |
| Galápagos                                    | 2            |
| Guayas                                       | 20           |
| Imbabura                                     | 4            |
| Loja                                         | 4            |
| Los Ríos                                     | 6            |
| Manabí                                       | 9            |
| Morona-Santiago                              | 2            |
| Napo                                         | 2            |
| Orellana                                     | 2            |
| Pastaza                                      | 2            |
| Pichincha                                    | 16           |
| Santa Elena                                  | 3            |
| Santo Domingo de los Tsáchilas               | 4            |
| Sucumbíos                                    | 3            |
| Tungurahua                                   | 4            |
| Zamora Chinchipe                             | 2            |
| Circ. Est. Europa - Asia - Oceania           | 2            |
| Circ. Est. Stati Uniti - Canada              | 2            |
| Circ. Est. America Latina - Caraibi - Africa | 2            |

In seguito, tutti i voti sono tradotti in seggi secondo il metodo Webster.
Peculiarità della norma, infine, è la presenza di “quote di genere nelle liste elettorali dei partiti”, ma non per la rappresentanza delle minoranze.

## Risultati

### Elezioni presidenziali
| Daniel Noboa       | Azione Democratica Nazionale (ADN) (MOVER)        | 2 315 296  | 23,47 | 5 251 695  | 51,83 |  |  |  |
| Luisa González     | Rivoluzione Cittadina (RC)                        | 3 315 663  | 33,61 | 4 880 525  | 48,17 |  |  |  |
| Christian Zurita   | Movimento Construye (MC25)                        | 1 614 434  | 16,37 |            |       |  |  |  |
| Jan Topić          | Per un Paese Senza Paura (PUPSM) (PSC - PSP - CD) | 1 446 812  | 14,67 |            |       |  |  |  |
| Otto Sonnenholzner | Agiamo (A) (AVANZA - SUMA)                        | 696 548    | 7,06  |            |       |  |  |  |
| Yaku Pérez         | Certo che Si Può (CQSP) (UP - PSE - DSÌ)          | 391 674    | 3,97  |            |       |  |  |  |
| Xavier Hervas      | Movimento RETO                                    | 48 428     | 0,49  |            |       |  |  |  |
| Bolívar Armijos    | Movimento AMIGO                                   | 35 785     | 0,36  |            |       |  |  |  |
| Totale             | Totale                                            | 9 864 640  | 100   | 10 132 220 | 100   |  |  |  |
|                    |                                                   |            |       |            |       |  |  |  |
| Voti non validi    | Voti non validi                                   | 954 835    | 8,83  | 938 192    | 8,47  |  |  |  |
| Votanti            | Votanti                                           | 10 819 475 | 82,94 | 11 070 412 | 82,28 |  |  |  |
| Elettori           | Elettori                                          | 13 045 553 |       | 13 453 978 |       |  |  |  |

### Elezioni parlamentari
| Liste                                                  | Lista Nazionale | Lista Nazionale | Lista Nazionale | Circoscrizioni | Circoscrizioni | Circoscrizioni | Totale seggi |  |
| Liste                                                  | Voti            | %               | Seggi           | Voti           | %              | Seggi          | Totale seggi |  |
| ------------------------------------------------------ | --------------- | --------------- | --------------- | -------------- | -------------- | -------------- | ------------ |  |
| Rivoluzione Cittadina (RC)                             | 3 326 110       | 39,72           | 6               | 3 059 898      | 35,65          | 42             | 48           |  |
| Movimento Construye (MC25)                             | 1 707 682       | 20,39           | 3               | 1 428 869      | 16,65          | 24             | 27           |  |
| Azione Democratica Nazionale (ADN) (PID - MOVER)       | 1 219 254       | 14,56           | 2               | 884 747        | 10,31          | 11             | 13           |  |
| Partito Sociale Cristiano (PSC)                        | 996 206         | 11,90           | 2               | 948 333        | 11,05          | 12             | 14           |  |
| Agiamo (A) (AVANZA - SUMA)                             | 377 953         | 4,51            | 1               | 577 384        | 6,73           | 7              | 8            |  |
| Pachakutik (MUPP)                                      | 0               | 0,00            | 0               | 349 450        | 4,07           | 4              | 4            |  |
| Partito Società Patriottica (PSP)                      | 264 701         | 3,16            | 1               | 118 972        | 1,39           | 0              | 1            |  |
| Certo che si Può (CQSP) (UP - PSE - DSÌ)               | 240 015         | 2,87            | 0               | 360 066        | 4,20           | 3              | 3            |  |
| Movimento RETO (RETO)                                  | 141 779         | 1,69            | 0               | 128 174        | 1,49           | 0              | 0            |  |
| Movimento Centro Democratico (CD)                      | 0               | 0,00            | 0               | 137 747        | 1,60           | 1              | 1            |  |
| Movimento AMIGO (AMIGO)                                | 101 108         | 1,21            | 0               | 69 265         | 0,81           | 1              | 1            |  |
| Liste Provinciali “PSP - PSC”                          | 0               | 0,00            | 0               | 52 119         | 0,61           | 2              | 2            |  |
| Liste Provinciali “MUPP - RETO”                        | 0               | 0,00            | 0               | 47 017         | 0,55           | 2              | 1            |  |
| Liste Provinciali “MC - AMIGO”                         | 0               | 0,00            | 0               | 47 017         | 0,55           | 2              | 1            |  |
| Sinistra Democratica (ID)                              | 0               | 0,00            | 0               | 40 743         | 0,47           | 0              | 0            |  |
| Liste Provinciali “CD - RETO - MP”                     | 0               | 0,00            | 0               | 29 771         | 0,35           | 1              | 1            |  |
| Partito Socialista Ecuadoriano (PSE)                   | 0               | 0,00            | 0               | 14 100         | 0,16           | 0              | 0            |  |
| Liste Provinciali “PSP - PSC - CD”                     | 0               | 0,00            | 0               | 10 860         | 0,13           | 0              | 0            |  |
| Liste Provinciali “CD - AMIGO”                         | 0               | 0,00            | 0               | 5 009          | 0,06           | 0              | 0            |  |
| Movimenti Provinciali (MSC - JxP - S - CeNG - U - SdM) | 0               | 0,00            | 0               | 276 398        | 3,22           | 6              | 6            |  |
| Totale                                                 | 8 374 493       | 100             | 15              | 8 582 857      | 100            | 116            | 137          |  |
|                                                        |                 |                 |                 |                |                |                |              |  |
| Schede nulle                                           | 2 443 773       | 22,59           |                 | 2 225 585      | 20,59          |                |              |  |
| Votanti                                                | 10 818 266      | 82,93           |                 | 10 808 442     | 87,03          |                |              |  |
| Elettori                                               | 13 045 553      |                 |                 | 12 419 632     |                |                |              |  |

## Controversie

### Disservizi e ripetizione del voto all'estero
Poco tempo dopo l’invocazione delle elezioni suppletive, poiché la legge elettorale stabilisce tre circoscrizioni per permettere di far votare anche i cittadini all'estero, la Commissione Nazionale Elettorale (CNE) si è presto dovuta organizzare in merito.
Tuttavia, sebbene le elezioni fossero state indette con un anticipo di tre mesi, la stessa autorità elettorale ha presto affermato la mancanza di tempo per poter istituire un voto cartaceo nei seggi elettorali delle tre circoscrizioni, ma di poter permettere l’attuazione del diritto dei cittadini espatriati tramite un sistema di voto elettronico, sebbene presto vi furono diversi pronunciamenti contro quest’ultimo per via di un sistema di registrazione macchinoso (specialmente dovuto all'analfabetismo informatico di gran parte della diaspora), e soprattutto poco pubblicizzato, a causa del breve tempo ti organizzazione. Ciò ha fatto si che su 409.250 cittadini presenti nelle liste elettorali estere, solo 35.262 erano riusciti a registrarsi per il voto.
Alla fine, giunto il giorno del primo turno e delle parlamentari, appena aperti i seggi furono riscontrati numerosi problematiche ed errori sulla piattaforma elettorale, velocemente documentate e diffuse. A causa di ciò, il CNE affermò che avrebbe esaminato i reclami sulle difficoltà nel voto telematico, ma, al persistere delle difficoltà per tutta la giornata, la commissione ha stabilito che "attacchi informatici" fossero stati perpetrati contro il sistema e che, come misura di protezione, sarebbero stati adottati alcuni aggiustamenti al sistema in vista del secondo turno.
Statisticamente parlando, il giorno delle elezioni, meno del 10% dei cittadini precedentemente registratisi (già molto pochi), hanno potuto esercitare il loro diritto di voto, generando malumori e richieste di ripetizione delle elezioni all'estero, tramite manifestazioni sia all'esterno della sede del CNE a Quito, sia in diverse città all'estero.
Di conseguenza, il 25 agosto, il CNE ha deciso di annullare i risultati delle elezioni nelle tre circoscrizioni all'estero, ordinando di ripetere le votazioni legislative il giorno del ballottaggio presidenziale.